# Oskar Anderson
Oskar Johann Viktor Anderson (Minsk, Bielorrússia, 2 de Agosto de 1887 — Munique, Alemanha, 12 de Fevereiro 1960) foi um matemático alemão. Ele é mais conhecido por seus trabalhos em matemática estatística.
Anderson nasceu em uma família alemã em Minsk, mas que logo cedo se mudaram para para Kazan (Rússia), nas proximidades da Sibéria. Seu pai, Nikolai Anderson, era professor de línguas fino-úgricas na Universidade de Kazan.